# Бела тврђава (књига)
Бела тврђава (тур. Beyaz Kale), роман је писца Орхана Памука (тур. Orhan Ferit Pamuk, Истанбул 7.6.1952), турског књижевника, добитника Нобелове награде за књижевност 2006. године. Књига је написана 1985. године. 

## О делу
У Цариград је доведен један Млечанин којег су заробили турски гусари. Радња романа је из 17. века. Књига представља значајно размишљање с једне стране о Западу, а са друге стране о Истоку.
Млечанин се разуме у астрономију, физику, сликарство, али има основа и из медицине и лечења људи. Њега откупљује Турчин кога занимају исте ствари, а између ова два човека постоји и запањујућа сличност. 
Господар и роб седе за истим столом и уче један од другог. Прошли су и епидемију куге која је захватила Цариград у једном периоду. Праве и оружје џиновских размера са идејом да буде непобедиво. Они се преклапају у мишљењима и на крају постају онај други.